# Sierra Leona en los Juegos Paralímpicos de París 2024
Sierra Leona estuvo representada en los Juegos Paralímpicos de París 2024 por un deportista masculino. El equipo paralímpico sierraleonés no obtuvo ninguna medalla en estos Juegos.